# 儀銘 (明朝)
儀銘（1382年—1454年），字子新，山東承宣布政使司萊州府高密縣（今山東省高密縣）人，明朝政治人物，官至兵部尚書。

## 生平
儀銘為明朝帝師儀智之子，從學于吳訥，天性孝友，有乃父之風。明宣宗即位后，侍郎戴綸舉薦，授行在禮科給事中。宣德九年（1434年）明宣宗念及其父功勞，改其為翰林院修撰。正統三年，參與修纂《明宣宗實錄》，后升任侍講，改郕府左長史。
正統十四年（1449年），明英宗在土木之變中被俘，郕王監國，視朝午門。廷臣紛紛彈劾王振，當時呼聲巨大無法聽辨人聲。儀銘跑到郕王膝下上奏，后下旨族殺王振，朝廷方息。明景宗即位后，儀銘參與征討商議等大事。之後因潛邸之恩，授禮部右侍郎。次年兼任經筵官。之後升南京禮部尚書，加太子太保，召為兵部尚書兼詹事，謚忠襄。